# 2005年太平洋飓风季时间轴

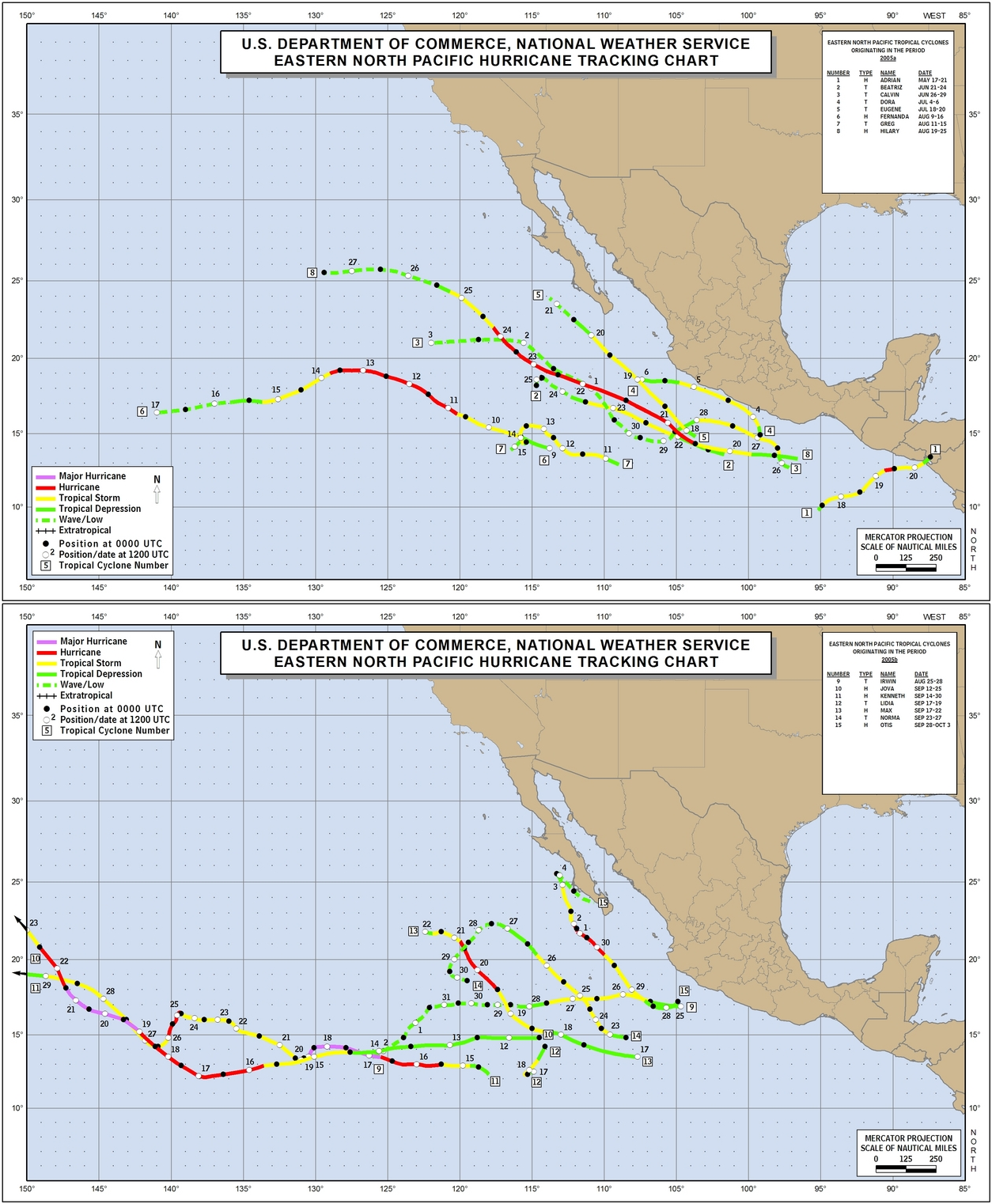
2005年太平洋飓风季所有风暴的路径图

2005年太平洋飓风季是继2001年以来活跃程度最低的太平洋飓风季，共计产生16个热带气旋，其中15场达到热带风暴或飓风强度。飓风季于2007年5月15日从东太平洋（西经140°以东的太平洋）、1997年6月1日从中太平洋（国际日期变更线到西经140°的太平洋）正式开始，同年11月30日结束，传统上这样的日期界定了一年中绝大多数热带气旋在国际日期变更线以东太平洋形成的时间段。本时间轴中记录了飓风季期间东太平洋和中太平洋所有热带和亚热带气旋形成、增强、减弱、登陆、转变成温带气旋以及消散的具体信息。美国国家飓风中心每年都会对前一年飓风季的所有天气系统进行重新分析，并根据结果更新其风暴数据库，因此以下时间轴中还包含有实际操作中没有发布的信息。包括风速、位置、距离在内的所有数字都是经四舍五入换算成整数。
飓风阿德里安是本季首场风暴，在萨尔瓦多西南近海形成，成为有纪录以来距离该国最近的飓风。东太平洋和中太平洋在6月总体上风平浪静，直到月底才发展出两场热带风暴，7月一共也只形成两场热带风暴。8月，热带天气活动有所增长，中太平洋形成全年唯一一个热带低气压，东太平洋也发展出4个热带风暴，其中2个达到飓风标准。9月是本季最活跃的月份，共形成6场热带风暴，其中4场成为飓风，2场达到大型飓风标准，除此以外全年没有其它大型飓风形成。飓风肯尼斯是全季最强风暴，其残留在9月底短暂对夏威夷州构成威胁。进入10月后，热带天气活跃程度急剧下跌，只形成1个热带低气压，并且11月也没有风暴形成直至11月30日飓风季正式结束。

## 风暴时间轴

### 5月
5月15日
- 2005年东太平洋飓风季正式开始。

5月17日

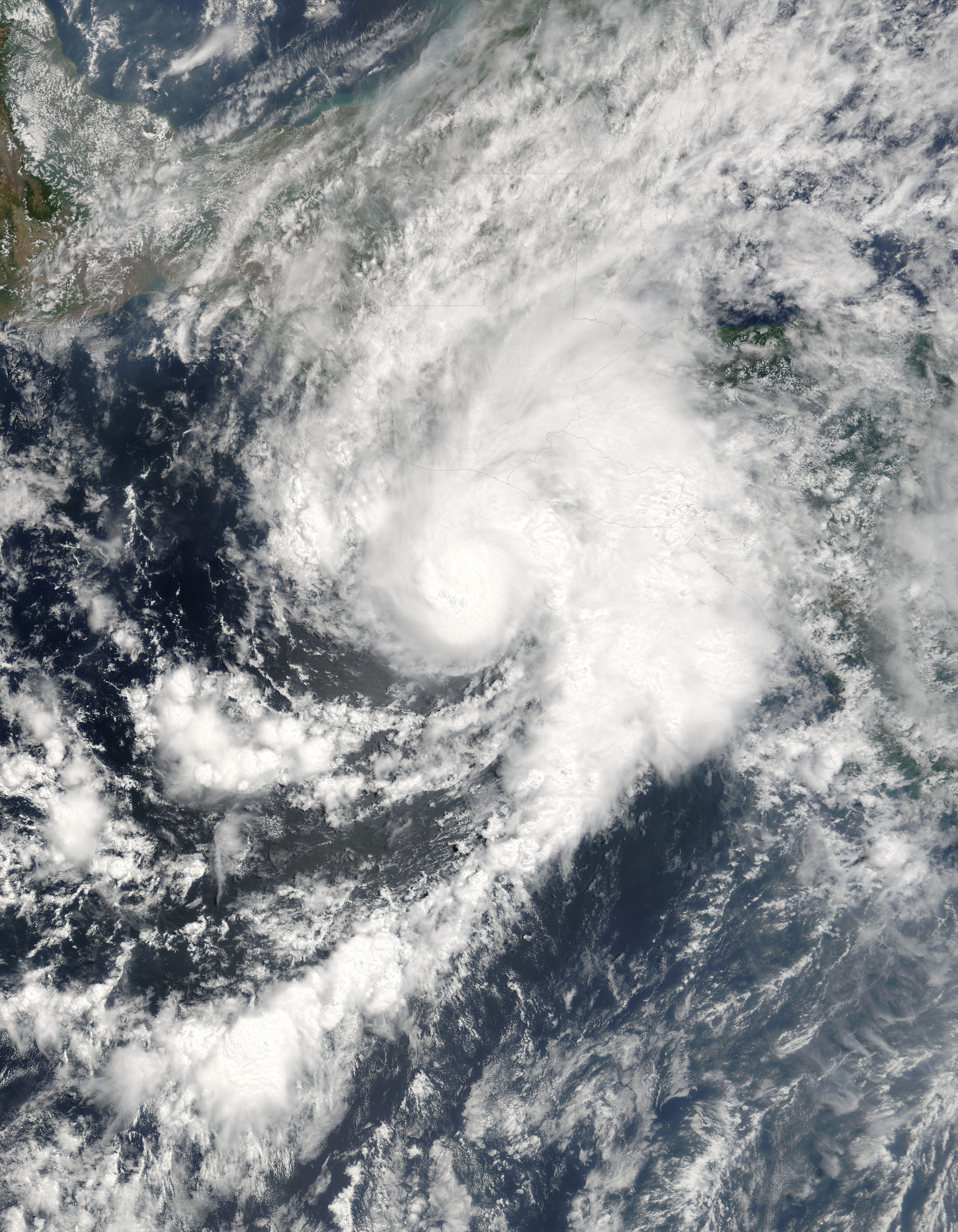
5月19日的飓风阿德里安

- 协调世界时上午11点：第一号热带低气压在萨尔瓦多西南偏西方向约740公里海域形成。

5月18日
- 凌晨0点：第一号热带低气压增强成热带风暴并获名“阿德里安”（Adrian）。

5月19日
- 下午18点：热带风暴阿德里安成为本季首场飓风。

5月20日
- 凌晨0点：飓风阿德里安减弱成热带风暴。
- 下午18点：热带风暴阿德里安降级为热带低气压。
- 晚上21点：热带低气压阿德里安以持续风速每小时40公里强度从洪都拉斯太平洋海岸的丰塞卡湾附近登陆。

5月21日
- 早上6点：热带低气压阿德里安消散。

### 6月
6月1日
- 2005年中太平洋飓风季正式开始。

6月21日

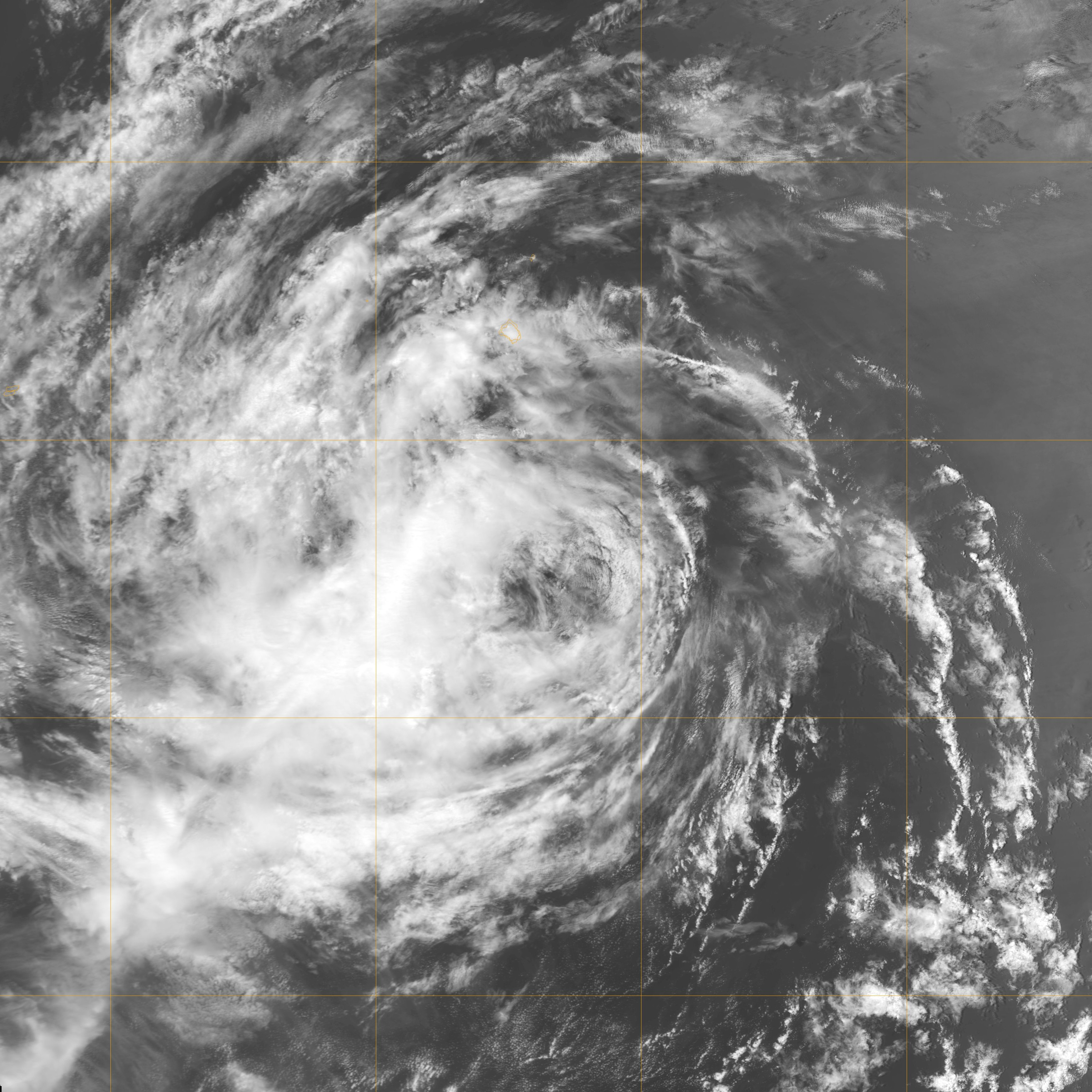
6月23日的热带风暴比阿特丽斯

- 下午18点：第二号热带低气压在锡瓦塔内霍以南约620公里洋面发展形成。

6月22日
- 中午12点：第二号热带低气压强化成热带风暴比阿特丽斯。

6月24日
- 凌晨0点：热带风暴比阿特丽斯降级成热带低气压。
- 早上6点：热带低气压比阿特丽斯退化成残留低气压区。

6月26日
- 早上6点：第三号热带低气压在墨西哥阿卡普尔科东南偏南方向约530公里海域形成。
- 中午12点：比阿特丽斯的残留消散。
- 下午18点：第三号热带低气压强化成热带风暴并获名“卡尔文”（Calvin）。

6月28日
- 中午12点：热带风暴卡尔文减弱成热带低气压。

6月29日
- 早上6点：热带低气压卡尔文退化成残留低气压区。

### 7月
7月3日

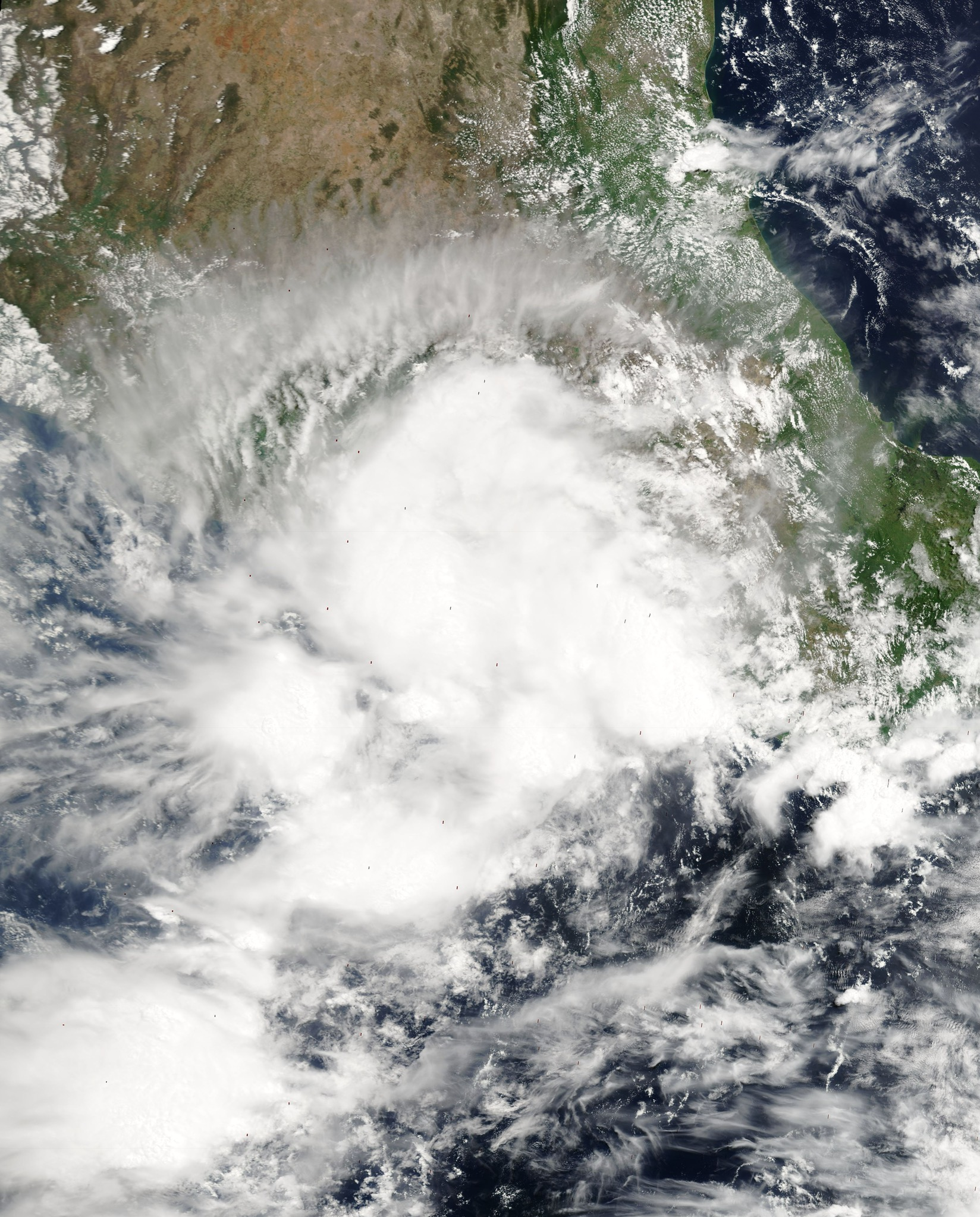
位于墨西哥西南近海的热带风暴多拉

- 中午12点：卡尔文的残留消散。

7月4日
- 凌晨0点：第四号热带低气压在墨西哥阿卡普尔科以南约235公里洋面发展形成。
- 早上6点：第四号热带低气压升级成热带风暴多拉。

7月5日
- 下午18点：热带风暴多拉减弱成热带低气压。

7月6日
- 中午12点：热带低气压多拉退化成残留低气压。

7月7日
- 凌晨0点：多拉的残留消散。

7月18日
- 早上6点：第五号热带低气压在曼萨尼约以南约490公里海域发展形成。
- 中午12点：第五号热带低气压达到热带风暴标准并获命名为“尤金”（Eugene）。

7月20日
- 中午12点：热带风暴尤金减弱成热带低气压。

7月21日
- 凌晨0点：热带低气压尤金退货成残留低气压区。
- 下午18点：尤金的残留消散。

### 8月
8月3日

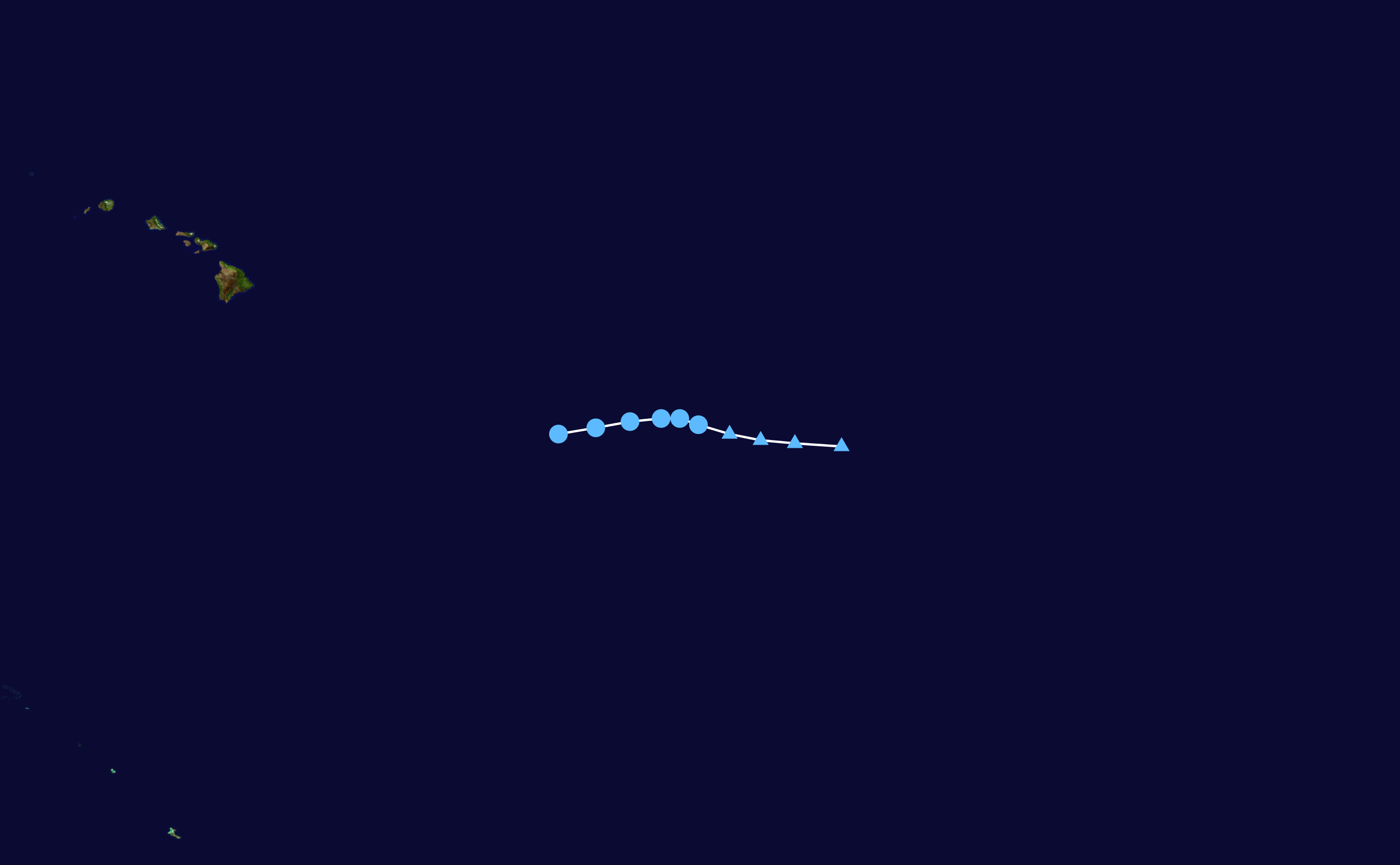
第一C号热带低气压的移动路线

- 下午18点：第一号热带低气压在夏威夷岛东南方向约1610公里洋面形成。

8月5日
- 早上6点：第一号热带低气压消散。

8月9日
- 中午12点：第六号热带低气压在墨西哥阿卡普尔科西南偏西方向约1520公里海域形成。

8月10日
- 凌晨0点：第六号热带低气压增强成热带风暴并获名“费尔南达”（Fernanda）。

8月11日
- 早上6点：热带风暴费尔南达成为飓风。
- 早上6点：第七号热带低气压在锡瓦塔内霍以南约1110公里洋面形成。
- 中午12点：第七号热带低气压达到热带风暴强度并获命名为“格雷格”（Greg）。

8月14日
- 早上6点：飓风费尔南达减弱成热带风暴。

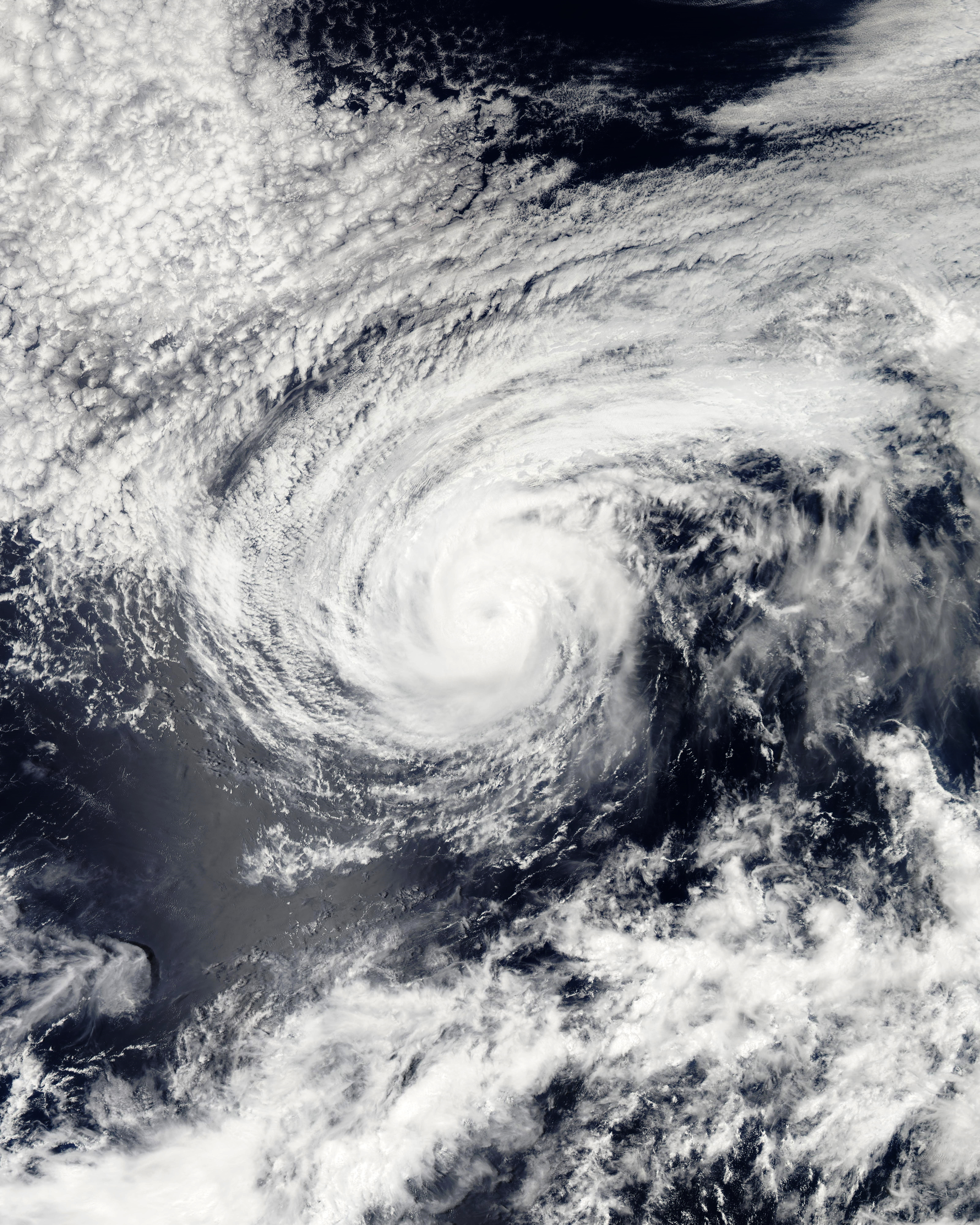
正处最高强度的飓风费尔南达

- 下午18点：热带风暴格雷格降级成热带低气压。

8月15日
- 下午18点：热带风暴费尔南达弱化成热带低气压。

8月16日
- 凌晨0点：热带低气压格雷格退化成残留低气压区。
- 早上6点：热带低气压费尔南达退化成残留低气压区。

8月17日
- 下午18点：费尔南达的残留消散。
- 下午18点：格雷格的残留由热带辐合带吸收。

8月19日
- 下午18点：第八号热带低气压在墨西哥瓦哈卡州安赫尔港（Puerto Angel）以南约260公里海域形成。

8月20日
- 早上6点：第八号热带低气压成为热带风暴并获名“希拉里”（Hilary）。

8月21日
- 凌晨0点：热带风暴希拉里达到飓风标准。

8月22日

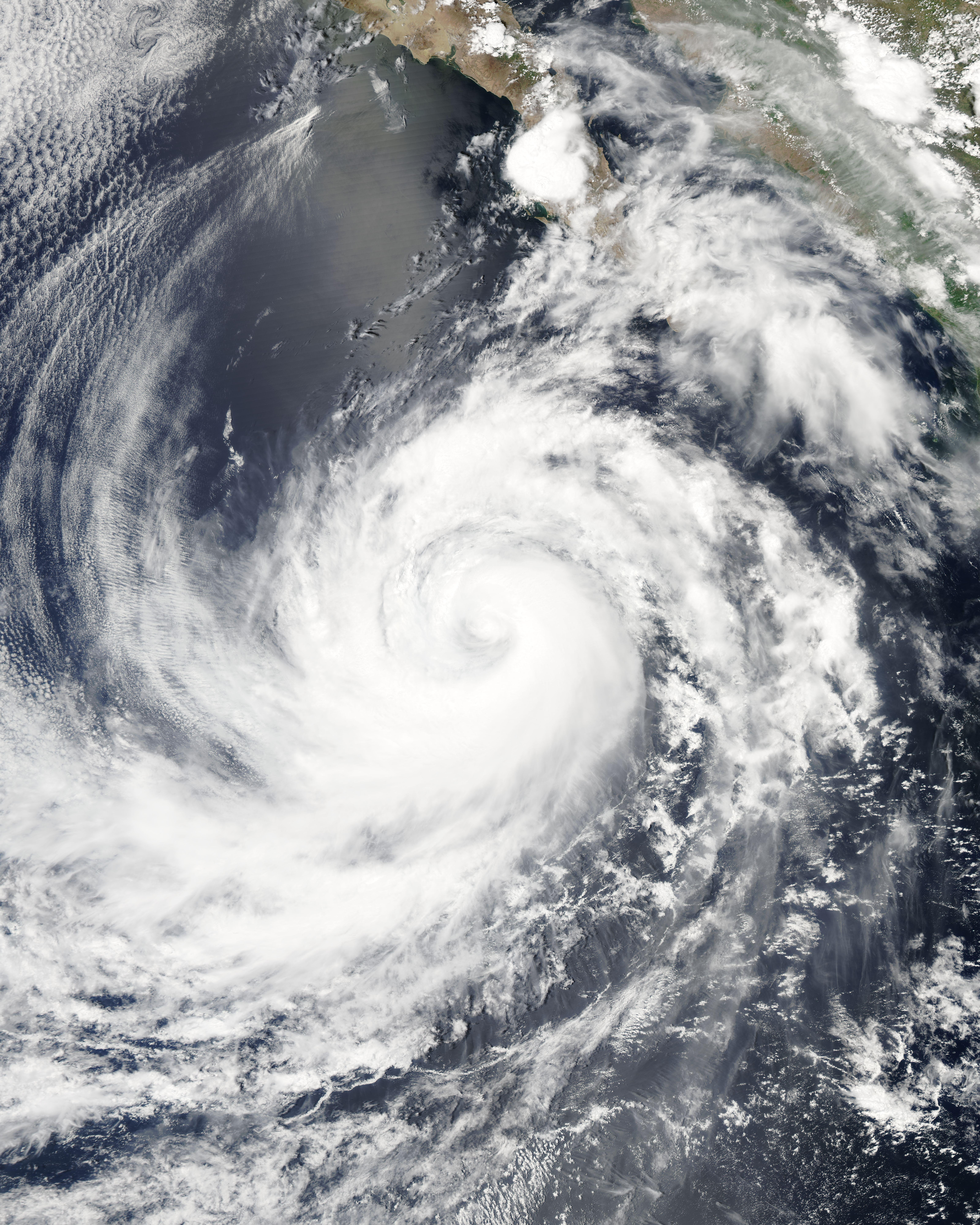
8月22日的飓风希拉里

- 凌晨0点：：飓风希拉里成为二级飓风。

8月23日
- 凌晨0点：飓风希拉里减弱成一级飓风。

8月24日
- 下午18点：飓风希拉里降级成热带风暴。

8月25日
- 中午12点：第九号热带低气压在墨西哥曼萨尼约以南约250公里洋面发展形成。

8月26日
- 凌晨0点：第九号热带低气压成为热带风暴并获名“欧文”（Irwin）。
- 下午18点：热带风暴希拉里降级成热带低气压。

8月27日
- 凌晨0点：热带低气压希拉里退化成残留低气压区。

8月28日
- 凌晨0点：热带风暴欧文弱化成热带低气压。
- 早上6点：希拉里的残留消散。
- 下午18点：热带低气压欧文退化成残留低气压区。

### 9月
9月3日
- 凌晨0点：欧文的残留消散。

9月12日

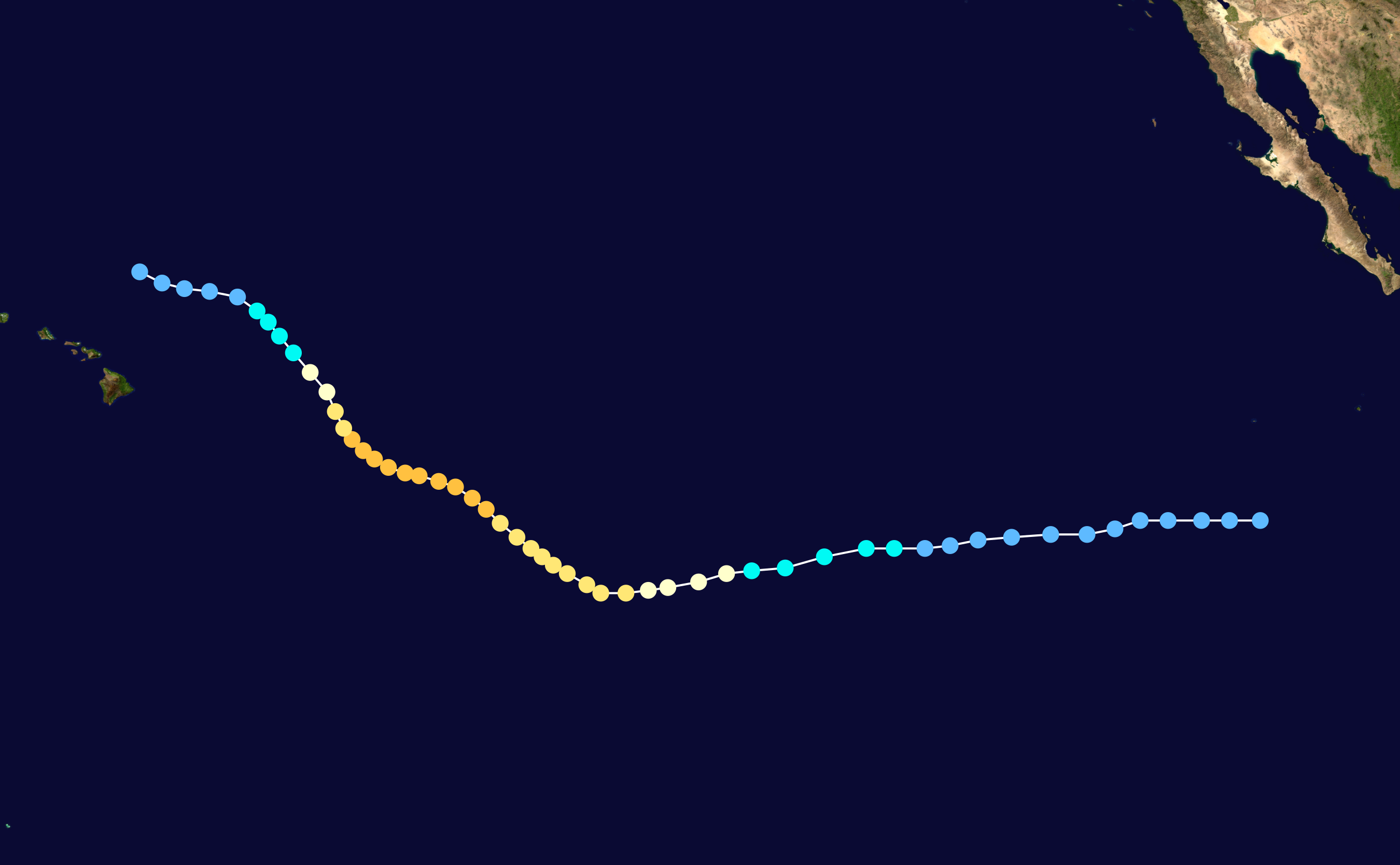
飓风乔瓦路径图

- 凌晨0点：第十号热带低气压在南下加利福尼亚州最南端的西南偏南方向约1015公里海域形成。

9月14日
- 中午12点：第十一号热带低气压在墨西哥卡波圣卢卡斯（Cabo San Lucas）西南方向约1450公里洋面发展形成。

9月15日
- 凌晨0点：第十号热带低气压增强成热带风暴乔瓦。
- 早上6点：第十一号热带低气压达到热带风暴标准并获名“肯尼斯”（Kenneth）

9月16日
- 凌晨0点：热带风暴肯尼斯成为飓风。
- 早上6点：热带风暴乔瓦升级成飓风。

9月17日
- 凌晨0点：飓风肯尼斯增强成二级飓风。
- 早上6点：飓风乔瓦达到二级飓风标准。
- 早上6点：飓风肯尼斯成为本季首场大型飓风。

9月17日
- 中午12点：第十二号热带低气压在南下加利福尼亚州最南端的西南方向约1225公里海域形成。
- 下午18点：第十二号热带低气压强化成热带风暴并获命名为“利迪娅”（Lidia）。

9月18日

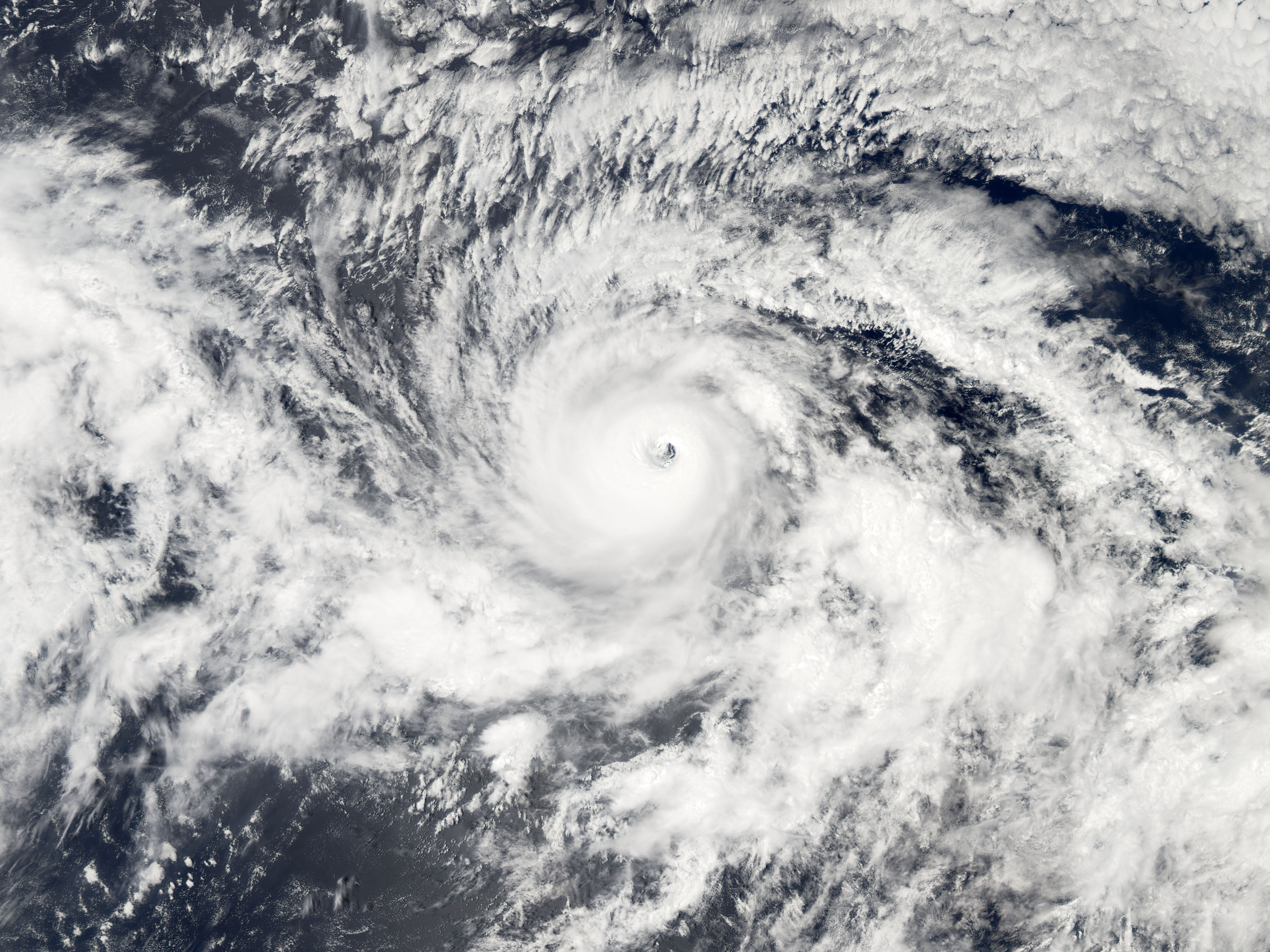
处于最高强度的飓风肯尼斯

- 中午12点左右：二级飓风乔瓦穿越西经140°，进入中太平洋飓风中心责任区。
- 中午12点：飓风肯尼斯达到四级飓风标准。
- 中午12点：第十三号热带低气压在墨西哥卡波圣卢卡斯西南偏南方向约925公里洋面发展形成。
- 下午18点：热带风暴利迪娅降级成热带低气压。
- 下午18点：第十三号热带低气压升级成热带风暴麦克斯。

9月19日
- 早上6点：飓风肯尼斯减弱成三级飓风。
- 早上6点：热带风暴利迪娅被热带风暴麦克斯吸收。
- 中午12点：飓风乔瓦达到三级飓风强度。
- 下午18点：飓风肯尼斯弱化成二级飓风。

9月20日
- 凌晨0点：飓风肯尼斯的强度回落到一级飓风水平。
- 凌晨0点：热带风暴麦克斯达到飓风标准。
- 下午18点：飓风肯尼斯降级成热带风暴。

9月21日
- 早上6点：飓风麦克斯减弱为热带风暴。

9月22日
- 凌晨0点：飓风乔瓦弱化成二级飓风。
- 中午12点：飓风乔瓦的强度回落到一级飓风标准。
- 中午12点：热带风暴麦克斯降级成热带低气压。
- 下午18点：热带低气压麦克斯退化成残留低气压区。

9月23日
- 凌晨0点：飓风乔瓦减弱成热带风暴。
- 凌晨0点：第十四号热带低气压在墨西哥阿卡普尔科西南方向约950公里海域形成。
- 中午12点：第十四号热带低气压增强成热带风暴并获名“诺玛”（Norma）。

9月24日

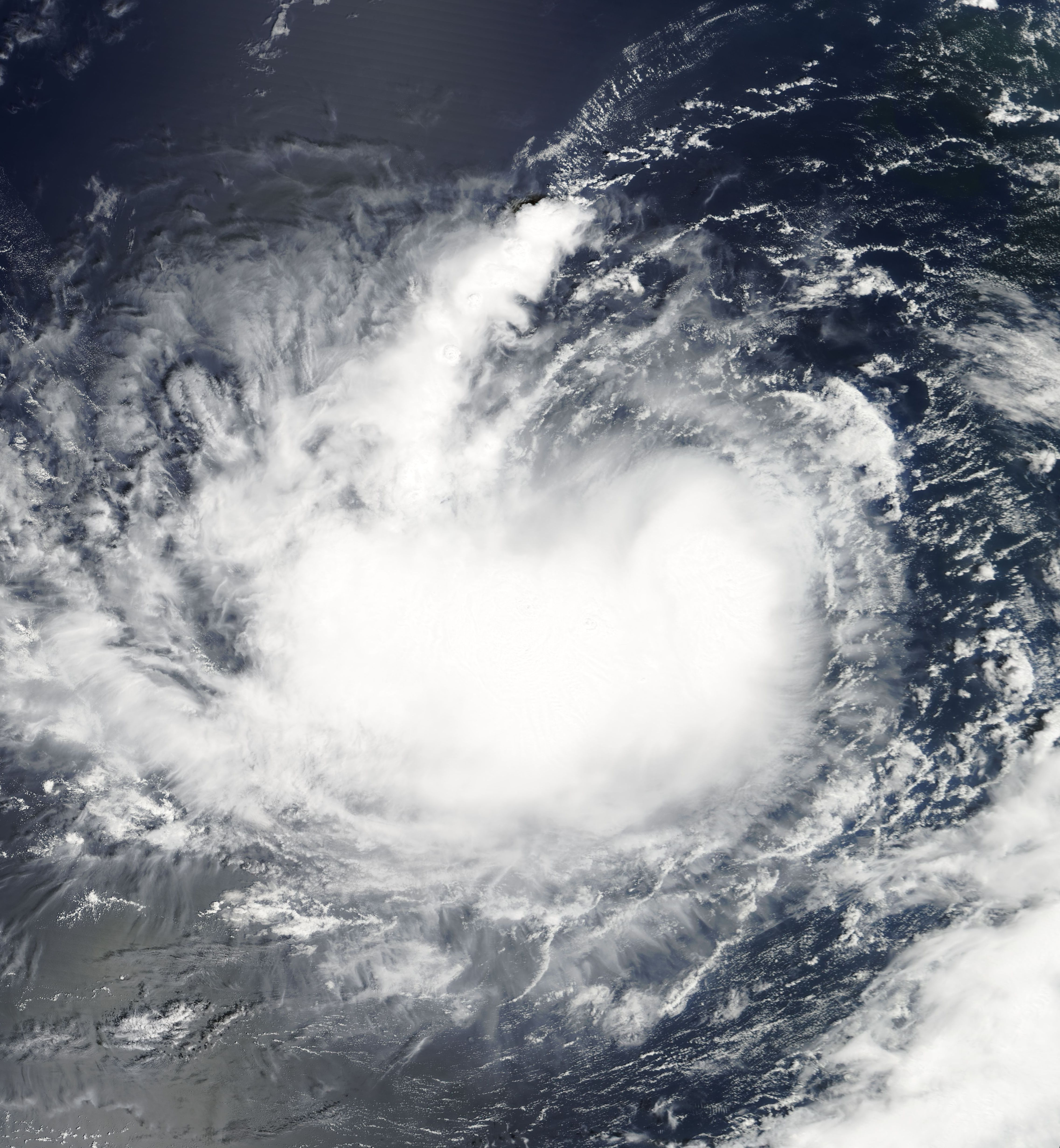
9月24日的热带风暴诺玛

- 凌晨0点：热带风暴乔瓦弱化成热带低气压。

9月25日
- 凌晨0点：热带风暴肯尼斯重新增强成飓风。
- 早上6点：热带低气压乔瓦消散。
- 早上6点左右：一级飓风肯尼斯穿越西经140°进入中太平洋责任区域。
- 中午12点：飓负肯尼斯降级成热带风暴。

9月26日
- 早上6点：麦克斯的残留消散。
- 下午18点：热带风暴诺玛弱化成热带低气压。

9月27日
- 下午18点：热带低气压诺玛退化成残留低气压区。

9月28日
- 凌晨0点：第十五号热带低气压在墨西哥曼萨尼约以南约225公里洋面发展形成。

9月29日
- 早上6点：第十五号热带低气压升级成热带风暴并获名“奥蒂斯”（Otis）。
- 中午12点：热带风暴肯尼斯降级成热带低气压。

9月30日

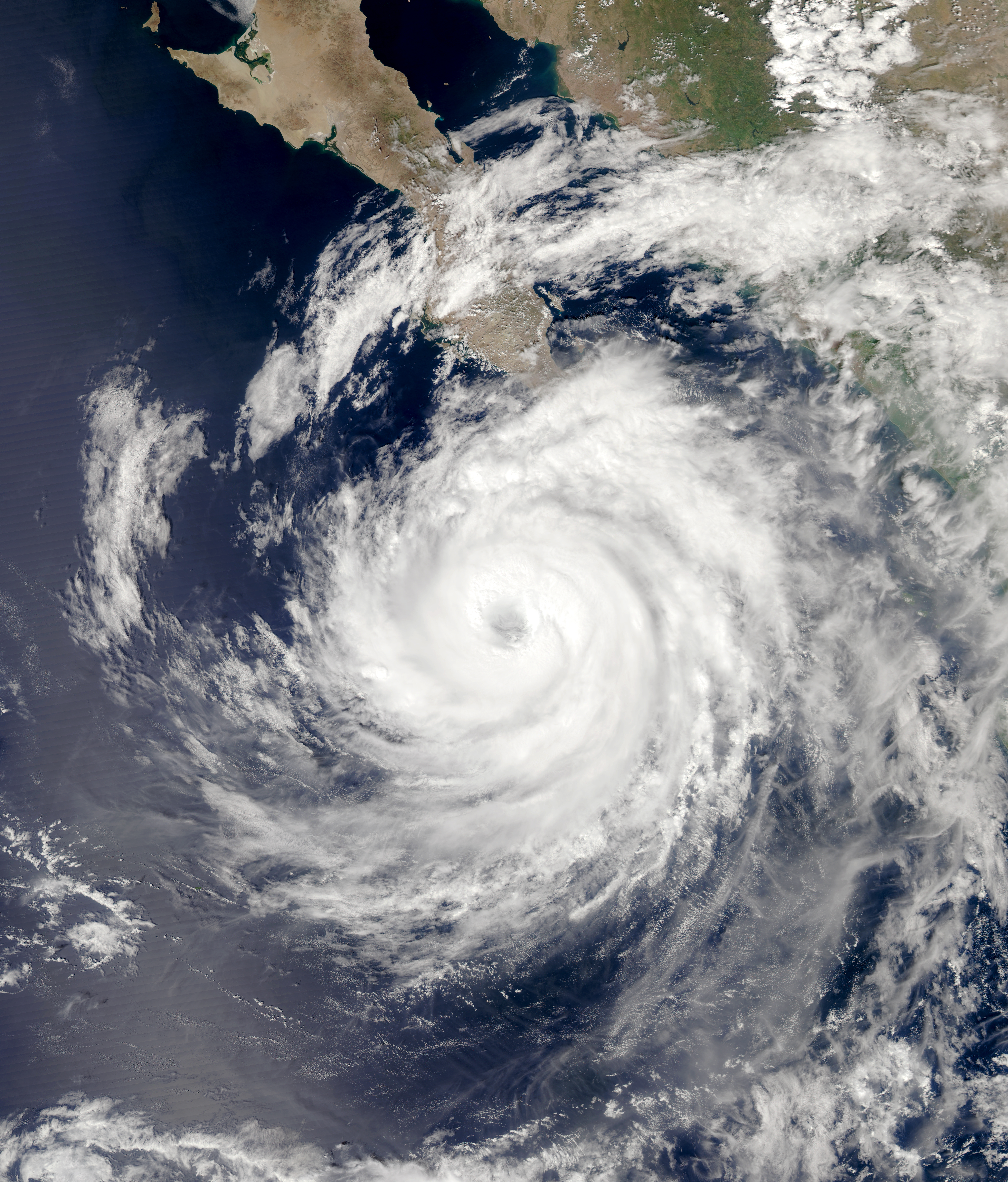
9月30日的飓风奥蒂斯

- 早上6点：热带风暴奥蒂斯达到飓风标准。
- 下午18点：热带低气压奥蒂斯消散。

### 10月
10月1日
- 早上6点：诺玛的残留消散。
- 早上6点：飓风奥蒂斯成为二级飓风。
- 下午18点：飓风奥蒂斯的强度回落到一级飓风水平。

10月2日
- 中午12点：飓风奥蒂斯降级成热带风暴。

10月3日
- 中午12点：热带风暴奥蒂斯弱化成热带低气压。

10月4日
- 凌晨0点：热带低气压奥蒂地退化成残留低气压区。

10月5日
- 下午18点：奥蒂斯的残留消散。

10月15日
- 凌晨0点：第十六号热带低气压在墨西哥阿卡普尔科以南约670公里海域形成

10月18日
- 凌晨0点：第十六号热带低气压退化成残留低气压区。

10月19日

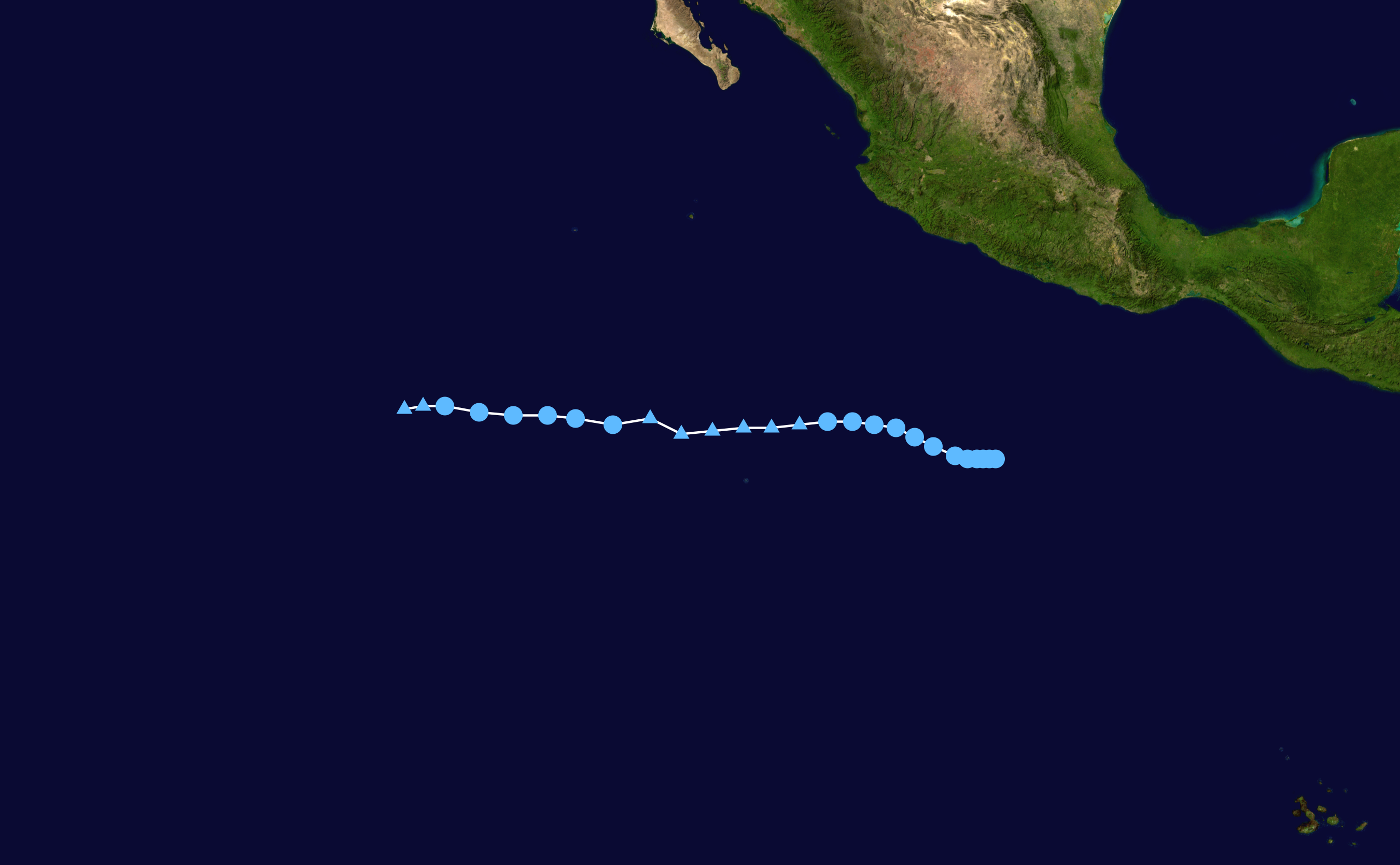
第十六E号热带低气压的移动路线

- 中午12点：第十六号热带低气压的残留再生成热带低气压。

10月21日
- 凌晨0点：第十六号热带低气压再次减弱成残留低气压区。
- 中午12点：第十六号热带低气压被热带辐合带吸收。

### 11月
11月30日
- 2005年大西洋飓风季正式结束。